# Horacio Oyhanarte
Horacio Bernardo Oyhanarte (Rojas, Provincia de Buenos Aires, 15 de marzo de 1885 - Buenos Aires, 7 de noviembre de 1946) fue un abogado, político, escritor y diplomático argentino.

## Biografía

### Familia
Nació en el seno de una familia de ascendencia vasco-francesa, con una larga tradición jurídica, inaugurada por su célebre antepasado, jurista y poeta vasco, Arnaud Oihenart. Su abuelo, Bernardo Oyhanarte, emigró de Francia y llegó a la Argentina el 5 de enero de 1854 procedente del cantón Saint Jean Pied de Port, previa escala en Montevideo, en el buque "Progreso".
Su padre, Juan Oyhanarte, quien fue asesinado por los conservadores por razones políticas en 1896, también fue el presidente del primer comité radical de Rojas, y director del diario “La Verdad”, que desde el asesinato de su padre fue dirigido por su madre, María Hegoburu. Toda la familia mantuvo siempre una relación de gran fidelidad a Hipólito Yrigoyen. Sus hermanos fueron Raúl, Juan, Rodolfo y Nicasio. Su sobrino fue el jurista Julio C. Oyhanarte, dos veces integrante de la Corte Suprema de Justicia de la Nación. 

### Vida política
Participó en la Revolución radical de 1905. Recibió el título de abogado en la Universidad Nacional de La Plata en 1907.
En 1914 fue elegido diputado nacional representando a la Unión Cívica Radical. Es histórico su discurso inicial como diputado cuestionó por fraudulenta la elección de la Provincia de Buenos Aires.
Durante la campaña electoral para las elecciones presidenciales de 1916, escribió su libro "El Hombre", sobre la vida de Hipólito Yrigoyen, que tuvo una gran influencia en su elección como presidente.
Oyhanarte fue un típico representante de la nueva clase media que accedió al poder con el radicalismo. Benjamín Villafañe, radical antipersonalista, lo describió del siguiente modo:

Era el encumbramiento de la hez de la chusma; la supremacía del analfabeto sobre el hombre instruido; de los Saccones, Bidegain, Bard, Oyhanarte, sobre los apellidos de tradición culta, inteligente, instruida, moral, de abolengo...
Benjamín Villafañe

Fue un blanco permanente de los periódicos más importantes, entre otras cosas por ser propietario de un automóvil Rolls-Royce.
Durante la Primera Guerra Mundial defendió en el Congreso la posición de neutralidad. Solía actuar violentamente y batirse en duelo; en 1915 mantuvo un famoso reto a duelo con Alfredo Palacios, que no llegó a concretarse, pero que significó para este último su expulsión del Partido Socialista.
Fue un abogado sumamente exitoso, interviniendo en importantes casos de la época.
Desempeñó el cargo de Ministro de Relaciones Exteriores durante la segunda presidencia de Hipólito Yrigoyen (1928-1930). En su gestión destaca el acuerdo D'Abernon-Oyhanarte con el Reino Unido, de compra directa de material ferroviario, de gobierno a gobierno, y las negociaciones con la Unión Soviética para comprar petróleo crudo a menor precio. Esta última gestión ha sido mencionada entre las causas directas del golpe militar del 6 de septiembre de 1930.
En el momento del golpe militar que le derrocó, Oyhanarte acompañó personalmente al presidente Yrigoyen y, para protegerlo, lo trasladó en su automóvil a La Plata. Refugiado en Uruguay, el gobierno militar solicitó su extradición para ser enjuiciado en Argentina por corrupción, que fue rechazada por el gobierno uruguayo.
Al morir Yrigoyen en 1933, Oyhanarte volvió a Argentina siendo inmediatamente detenido. Oyhanarte le solicitó entonces al Ministro del Interior Leopoldo Melo, antiguo dirigente de la Unión Cívica Radical devenido en radical antipersonalista, que lo autorizara a estar presente en el entierro de Yrigoyen, y este, que lo conocía bien, así lo hizo. Oyhanarte habló en el cementerio con un recordado y emotivo discurso que inició diciendo: "Ha muerto mi padre".
Estuvo preso durante seis meses en la cárcel de Devoto (Ciudad de Buenos Aires), siendo luego liberado sin acusación, instalándose en París hasta 1944. Ese año publica En el taller de Shakespeare, premiado por la Academia Francesa.
En 1944 vuelve a Argentina y es recibido por el radicalismo como un símbolo del partido. Perón le ofreció ser su vicepresidente, ofrecimiento que rechazó. 
Al respecto, el propio Juan D. Perón hablando de los radicales dijo "...sobre todo padecen de una insuperable imposibilidad de hacer, de construir. Tienen la manía de hablar sobre los problemas, de no darles solución, que es su específica tarea...los conozco de cerca. Sin exceptuar a su herederos menos espurios como Güemes y a Sabattini. Ninguno de ellos podía desprenderse de esa mentalidad de café. La inteligencia de Oyhanarte es la excepción".
Poco después de rechazar el ofrecimiento renunció a su cargo en el Comité Nacional de la Unión Cívica Radical en discrepancia con la formación de la Unión Democrática.
Pocos años antes de morir, en 1946, escribió una carta a los radicales de toda la República donde dice:

... junto con Yrigoyen, fui el hombre más calumniado de la Argentina. Y ese honor, que no cedo por ningún otro, lo acepté como recompensa por mis afanes por mi país y por mi partido, y también como un estímulo más en mi actuación futura.
Oyhanarte.

Está enterrado en el Panteón de los Héroes de la Revolución del 90, en el Cementerio de la Recoleta, junto a Alem e Yrigoyen.
Su sobrino segundo es el dirigente político Humberto Tumini.

## Libros publicados
- El Hombre, Buenos Aires, 1916
- Por la patria desde el exilio digo, Montevideo, 1932
- En el taller de Shakespeare, París, 1944